# Mohamed Obaid
Mohamed Obaid (ur. 1 kwietnia w 1967) – emiracki piłkarz występujący podczas kariery na pozycji obrońcy.

## Kariera klubowa
Podczas piłkarskiej kariery Obaid występował w Al-Ain FC.

## Kariera reprezentacyjna
Obaid występował w reprezentacji ZEA. W 1988 uczestniczył w Pucharze Azji. Na turnieju wystąpił w trzech meczach z Koreą Południową, Katarem i Iranem. W 1989 roku uczestniczył w eliminacjach do Mistrzostw Świata 1990, które zakończyły się pierwszym historii awansem ZEA na Mundial. Na Mundial jednak Obaid nie został powołany.
W 1993 roku uczestniczył w eliminacjach do Mistrzostw Świata 1994.
W 1997 roku uczestniczył w eliminacjach do Mistrzostw Świata 1998 oraz w Pucharze Konfederacji. Na tej ostatniej imprezie wystąpił we wszystkich trzech meczach ZEA z Urugwajem, RPA i Czechami.